# L'enemic del poble
L'enemic del poble (títol original: An Enemy of the People) és una pel·lícula dels Estats Units dirigida per George Schaefer, estrenada el 1976. Ha estat doblada al català.

## Argument
En una petita ciutat termal de Noruega, al final de la segle xix, el doctor Stockman rep del laboratori els resultats de les investigacions que ha dirigit i que testifiquen la contaminació de les aigües. Desitjós d'alertar l'opinió per emprendre treballs de renovació imprescindibles, xoca amb l'oposició del seu germà Peter, alcalde de la ciutat, que tem conseqüències econòmiques desastroses.
A poc a poc, tota la població s'uneix contra el doctor i la seva família, que són considerats com enemics del poble.

## Repartiment
- Steve McQueen: Doctor Thomas Stockman
- Charles Durning: Peter Stockman
- Bibi Andersson: Catherine Stockman
- Richard Dysart: Aslaksen
- Eric Christmas: Morten Kill
- Michael Cristofer: Hovstad
- Richard Bradford: Capità Forster
- Michael Higgins: Billing

## Al voltant de la pel·lícula
Després del rodatge de The Towering Inferno l'any 1974, Steve McQueen decideix posar la seva carrera al ralenti i refusa nombroses proposicions com Un pont massa llunyà o Apocalypse Now.
Pel fracàs de la pel·lícula i l'actuació de Steve McQueen, Warner el difondrà en un molt petit nombre de sales als Estats Units, i només 2 anys i mig després d'acabar-la.